# Procalcitonina

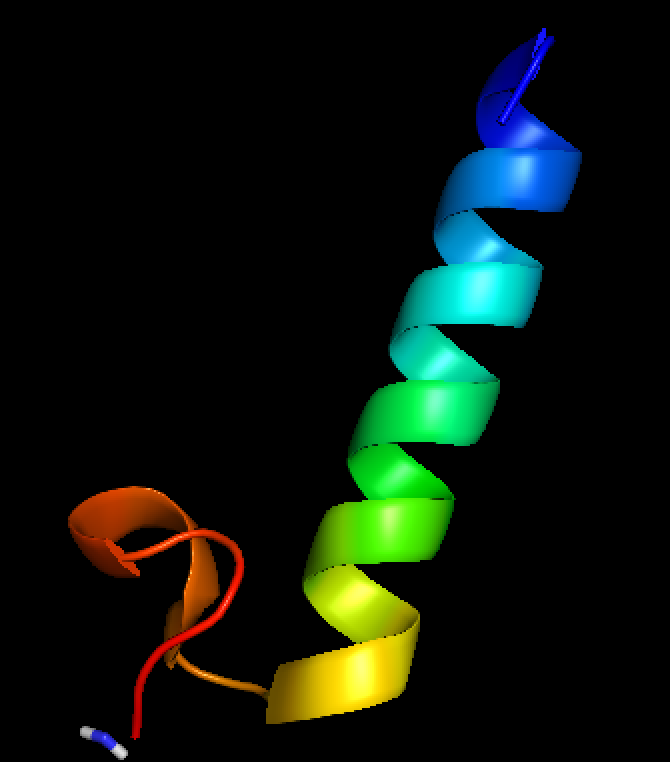
Detalle 3D del compuesto padre de la procalcitonina, la calcitonina

La procalcitonina (PCT) es un péptido precursor de la calcitonina. 

## Propiedades
La procalcitonina es un péptido de 116 aminoácidos sintetizado a partir del gen CALC-I situado en el cromosoma 11. En los últimos años ha despertado un gran interés por su papel como mediador secundario en el síndrome de respuesta inflamatoria sistémica (SRIS), especialmente por su utilidad para el diagnóstico de sepsis.
En condiciones normales es sintetizada en pequeñas cantidades en las células C de la glándula tiroides y en células neuroendocrinas del pulmón. Sin embargo, en situaciones de sepsis se sintetiza en tejidos y órganos tan dispares como el bazo, hígado, testículos, grasa o cerebro, por lo que sus niveles en sangre se disparan. Curiosamente el gran incremento en la producción de procalcitonina no se acompaña de un aumento paralelo de los niveles de calcitonina, que apenas se modifican.

## Utilidad
Se han realizado numerosos estudios en los que la procalcitonina se ha mostrado como un prometedor marcador de infección. Ayuda a distinguir la sepsis de otras causas de SRIS, detectar infección bacteriana invasiva en los niños con fiebre sin foco, diferenciar entre infección y rechazo agudo en pacientes trasplantados, diagnosticar precozmente sepsis en recién nacidos, valorar la presencia de infección en pacientes intervenidos con cirugía mayor, etc.
Un metaanálisis ha demostrado una sensibilidad del 76 % y una especificidad del 70 %.
Por debajo de 1 ng/mL se consideran niveles normales de procalcitonina en sangre. Por encima de este nivel podemos decir que están elevados. Determinaciones mayores de 10 ng/mL son casi exclusivos de sepsis grave, shock séptico y fallo multiorgánico.
En asociación con la prueba de Proteína C reactiva se diagnostica de manera significativa los niveles de sepsis.